# Медаль «Кавказ 1837 рік»
Медаль «Кавказ 1837 рік» - державна нагорода Російської імперії.

## Основні відомості
Медаль призначена для нагородження жителів Кавказу, які супроводжували Миколу I під час його поїздки по Кавказу у 1837 році. Поїздка імператора відбувалася під час Кавказької війни. Заснована медаль указом Миколи I від 23 жовтня (4 листопада) 1837 року.

## Порядок нагородження
Медаллю нагороджували жителів Кавказького краю, які брали участь у конвоюванні Миколи I, почесній варті, а також депутатів, що представлялися імператору під час його подорожі по Кавказу в 1837 році.

## Опис медалі
Медаль зроблена зі срібла. Діаметр 28 мм. На лицьовій стороні медалі зображений портрет Миколи I в профіль. Уздовж бортика по колу напис: «Б.М.НИКОЛАЙ I ИМП.ВСЕРОСС.». На зворотному боці медалі горизонтально розташований напис у два рядки: «КАВКАЗЪ 1837 ГОДЪ». Рядки розділені двома короткими рисками, що розділені крапкою. Над написом — невелика п'ятикутна зірка. Було викарбувано 2847 нагород. На Санкт-Петербурзькому монетному дворі всього було викарбувано 3300 медалей: 1500 одиниць у грудні 1837 року та 1800 одиниць у вересні 1838 року. Невикористані медалі були здані на переплавку.

## Порядок носіння
Медаль має вушко для кріплення до колодки або стрічки. Носити медаль слід було на грудях. Стрічка медалі — Володимирська. 12 (24) вересня 1839 року указом Миколи I було дозволено зберігати медалі в сім'ї в разі смерті нагородженого, що істотно відрізнялося від практики нагородження в той час: зазвичай після смерті нагородженого медалі здавали назад в капітул орденів і медалей.

## Зображення медалі

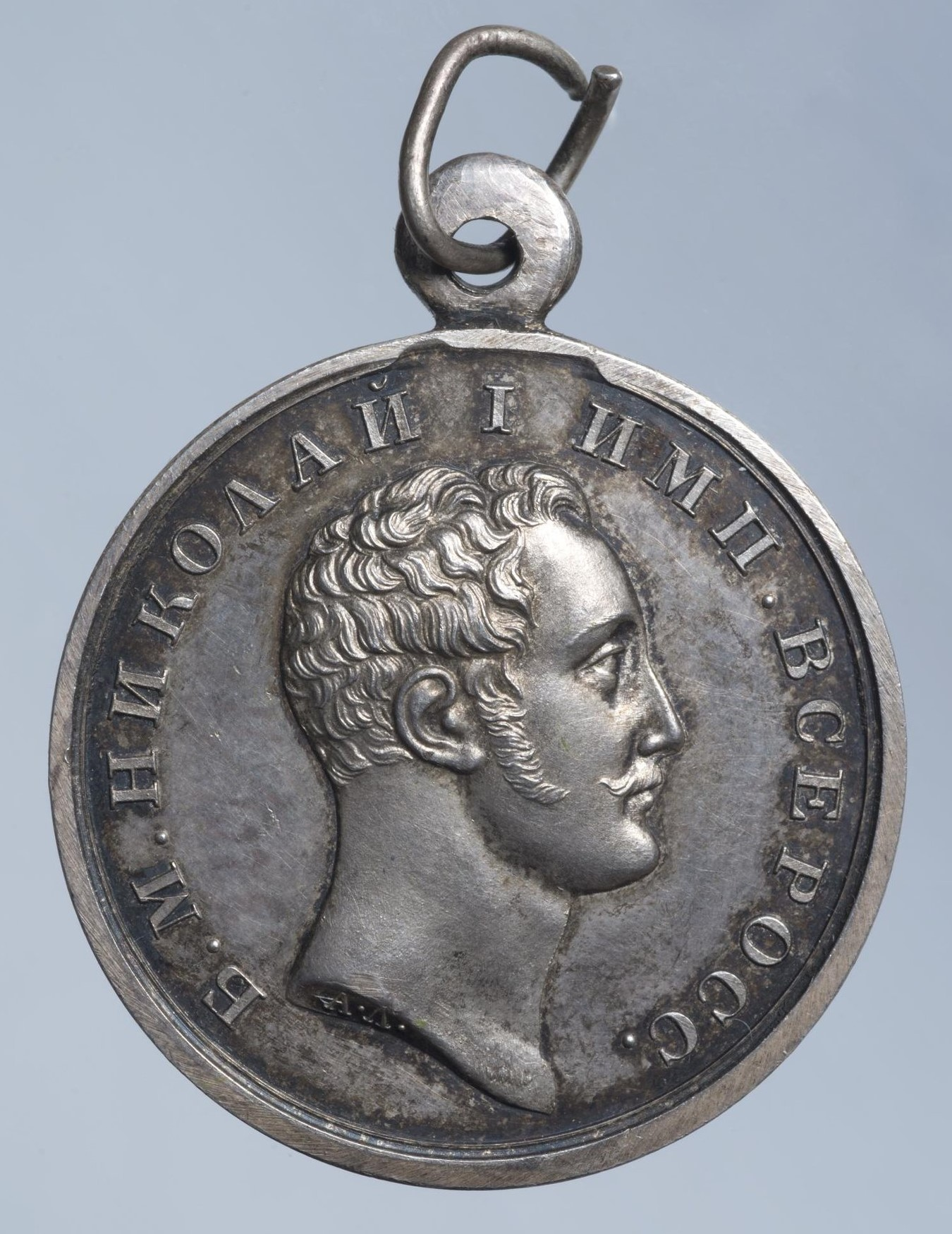
Аверс
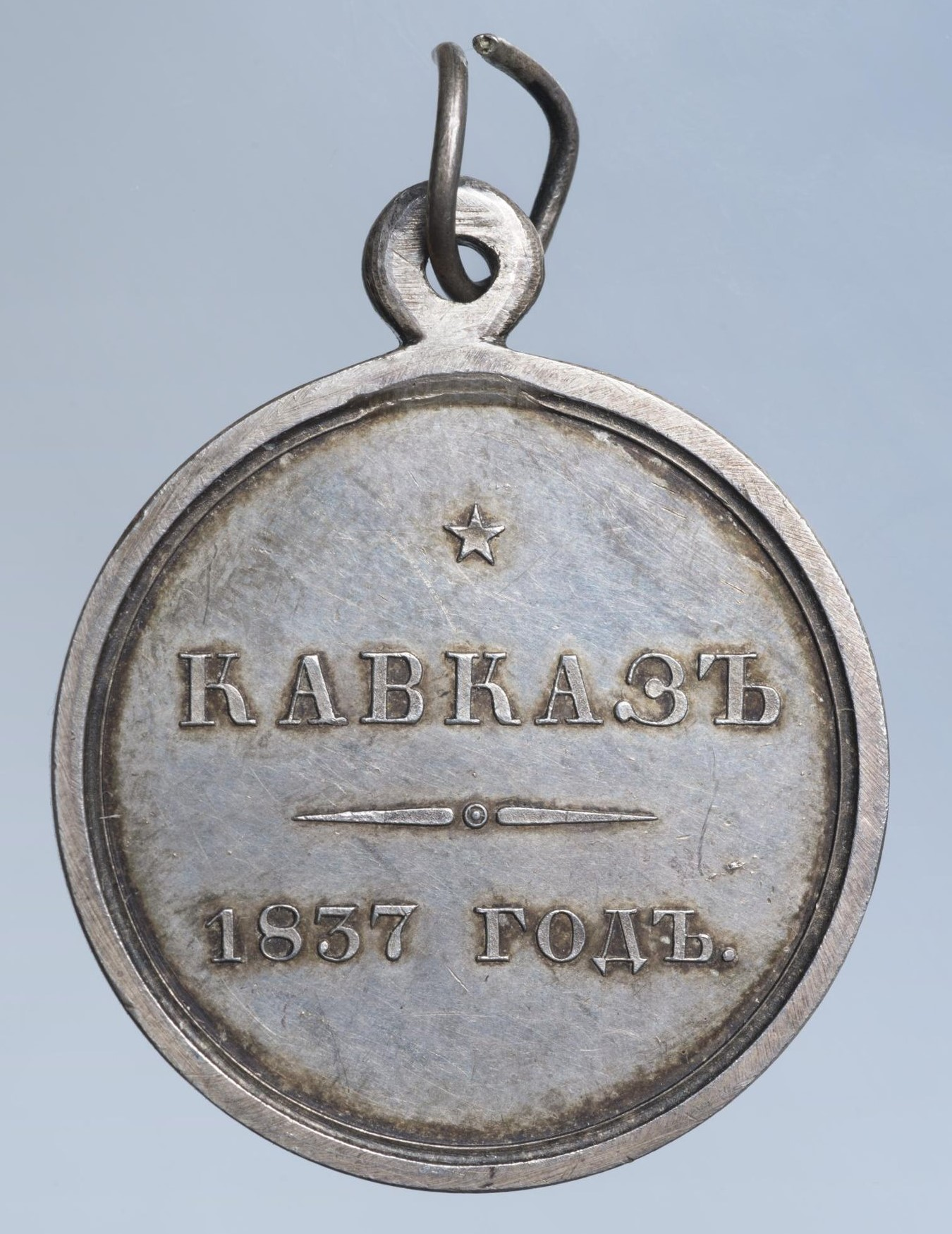
Реверс
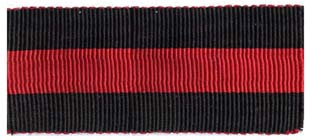
Стрічка